# Felipe de Eulenburg
Felipe, príncipe de Eulenburg y Hertefeld, conde de Sandels (en alemán: Philipp Friedrich Alexander Fürst zu Eulenburg und Hertefeld, Graf von Sandels; Königsberg, 12 de febrero de 1847 - Liebenberg, 17 de septiembre de 1921) fue un político y diplomático de la Alemania imperial a finales del siglo XIX y principios del XX.

## Juventud
Nacido en Königsberg, en la provincia de Prusia, era el hijo mayor de Felipe Conrado Graf zu Eulenburg (Königsberg, 24 de abril de 1820 - Berlín, 5 de marzo de 1889) y su esposa Alejandrina Freiin von Rothkirch und Panthen (Glogau, 20 de junio de 1824 - Meran (Merano), 11 de abril de 1902). Los Eulenburg eran una familia de Junker que pertenecían al Uradel (antigua nobleza). Durante generaciones, la familia había servido a la casa de Hohenzollern; su tío, Federico Alberto zu Eulenburg fue ministro de interior de Prusia, al igual que su sobrino Botho zu Eulenburg.
Eulenburg fue al Vitzhumsches Gymnasium en Dresde, Sajonia. En 1866, la Guerra Austro-prusiana le obligó a abandonar Sajonia, que a la sazón era territorio enemigo. Se unió a la Garde du Corps como cadete. Seguidamente fue a la Academia de Guerra en Kassel, donde se graduó en 1868. En 1869 fue promocionado al rango de lugarteniente. Durante la Guerra Franco-prusiana, entre 1870 y 1871, luchó bajo las órdenes del gobernador militar de Estrasburgo y recibió la Cruz de Hierro.
Tras la Guerra Franco-prusiana viajó por oriente durante un año. De 1872 a 1875 fue a la Universidad de Leipzig y la de Estrasburgo. En 1875 consiguió su doctorado en Jurisprudencia de la Universidad de Giessen.

## Servicio civil y carrera diplomática
Eulenburg se unió al servicio civil prusiano. Primero sirvió como juez en un juzgado menor en Lindow, Brandemburgo, antes de ser promocionado al juzgado superior de Neuruppin. Tras sólo dos años como juez, fue transferido al Ministerio Federal de Asuntos Exteriores.
En enero de 1881, Eulenburg fue nombrado tercer Secretario de la embajada alemana en París, trabajando bajo las órdenes de Bernhard von Bülow. Tras sólo seis meses, fue trasladado a la embajada prusiana en Múnich, donde permaneció siete años. En noviembre de 1888, Eulenburg fue nombrado embajador prusiano en el Gran Ducado de Oldemburgo. En marzo de 1890 fue enviado a Stuttgart como embajador de Prusia en el Reino de Württemberg. En abril de 1891 volvió a Múnich, esta vez como embajador de Prusia para el Reino de Baviera. En 1893, Eulenburg fue nombrado embajador de Alemania en Austria-Hungría, una posición que mantuvo hasta 1902.
En 1900, Eulenburg fue nombrado I príncipe de Eulenburg y Hertefeld y conde de Sandels (Fürst zu Eulenburg und Hertefeld, Graf von Sandels). El segundo título fue en honor de la familia de su esposa, cuyo padre era el último conde sueco de Sandels.

## Amistad con Guillermo II
Eulenburg se convirtió en un íntimo amigo del emperador alemán Guillermo II, que era 12 años más joven que él, antes de que este llegara al trono imperial. Tras acceder a los tronos de Prusia y Alemania, Eulenburg consiguió de forma no oficial una enorme influencia en la política alemana y, entre otras cosas, tuvo un papel decisivo en el nombramiento de Bernhard von Bülow como jefe del Ministerio de Asuntos Exteriores en 1897. Guillermo II siempre había deseado nombrar a «su propio Bismarck» —un canciller poderoso que llevara a cabo la voluntad del emperador— y Eulenburg fue el primero en sugerir a Bülow para el puesto.

## Matrimonio y familia
El 20 de noviembre de 1875, Felipe se casó con Augusta Sandels (Estocolmo, 12 de mayo de 1853 - Liebenberg, 14 de diciembre de 1941) en Estocolmo, hija de Samuel Augusto, el último conde de Sandels, y de su esposa, Eduviges Enriqueta Emilia Augusta Tersmeden. Tuvieron ocho hijos:
- Felipe (Wulkow, 16 de noviembre de 1876 - Berlín, 28 de junio de 1878).
- Astrid (Berlín, 25 de marzo de 1879 - París, 23 de marzo de 1881).
- Alejandrina (Adina) Elisa Clara Antonia (Liebenberg, 1 de julio de 1880 - Friedelhausen, 3 de febrero de 1957), se casó en Liebenberg el 15 de junio de 1910 con el conde Everardo de Schwerin (1882-1954).
- Federico Wend (Starnberg, 19 de septiembre de 1881 - Weeze, 1 de agosto de 1963), sucedió a su padre como príncipe de Eulenburg y Hertefeld y conde de Sandels, se casó en Liebenberg el 21 de mayo de 1904 con la baronesa María Mayr de Melnhof (1884-1960).
- Augusta Alejandrina (Starnberg, 1 de septiembre de 1882 - Starnberg, 28 de enero de 1974), se casó en Londres el 4 de febrero de 1907 (div 1931) con Edmundo Jarolmjeck.
- Sigwart Botho Felipe Augusto (Múnich, 10 de enero de 1884 - Jasło, Galitzia, 2 de junio de 1915), se casó en Leipzig el 21 de septiembre de 1909 con Elena Staegemann (1877-1923).
- Carlos Kuno Everardo Wend (Starnberg, 16 de junio de 1885 - Weeze, 4 de diciembre de 1975), se casó por primera vez en Saint Helier, Jersey el 27 de mayo de 1908 (div 1923) con Sofia Moshammer (1891-1944), se casó por segunda vez en Múnich el 5 de noviembre de 1923 con Gertruida Verwey (1901-1987).
- Victoria Ada Astrid Inés (Starnberg, 13 de julio de 1886 - Starnberg, 23 de septiembre de 1967), se casó en Liebenberg el 12 de mayo de 1909 (divorciados en 1921) con el Prof. Otto Ludwig Haas-Heye (1879-1959). Son bisabuelos maternos de Sofía de Liechtenstein, a través de su hija mayor Ottora Maria. Además, fueron padres de Libertad Victoria y de Johannes Hermann.

## Escándalo
Aunque estaba casado, Eulenburg estaba conectado a través de relaciones homosexuales con miembros del círculo más íntimo del emperador Guillermo II de Alemania, el llamado Círculo de Liebenberg, incluyendo al conde Kuno von Moltke, el comandante militar de Berlín. Existen fuentes que afirman que Eulenburg continuó teniendo relaciones homosexuales incluso tras su matrimonio. La exposición pública de estas relaciones en 1907 llevó al llamado Escándalo Harden-Eulenburg. 
En 1908, Eulenburg fue juzgado por perjurio por haber negado su homosexualidad. El juicio fue pospuesto en diversas ocasiones por la pobre salud de Eulenburg. Eulenburg murió en 1921. Fue enterrado inicialmente en la cripta familiar ubicada en la capilla del Castillo de Liebenberg, pero tras la Segunda Guerra Mundial, la cripta estaba en tan mal estado que su cuerpo junto con el de su esposa y otros familiares fueron trasladados al cementerio de Liebenberg, Löwenberger Land.

## Distinciones honoríficas
- Caballero de la Orden del Águila Negra (Reino de Prusia).
- Caballero de primera clase de la Cruz de Hierro (Reino de Prusia).